# Ennio Stipčević
Ennio Stipčević, hrvaški muzikolog, pedagog in akademik, * 1959, Zagreb.
Stipčević je profesor na Glasbeni akademiji v Zagrebu in izredni član Hrvaške akademije znanosti in umetnosti.